# Xian de Luodian

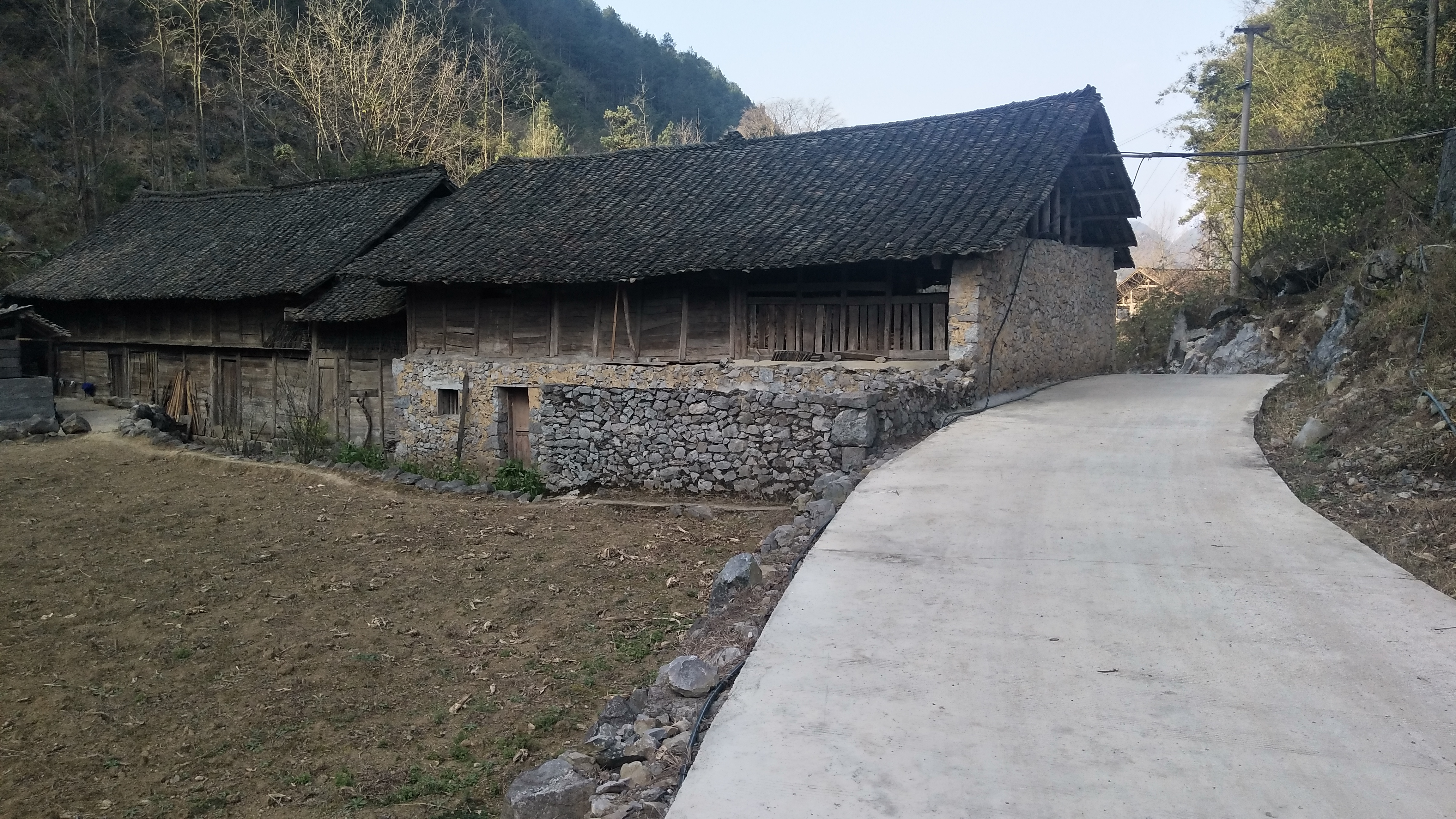

Le xian de Luodian (罗甸县 ; pinyin : Luódiàn Xiàn) est un district administratif de la province du Guizhou en Chine. Il est placé sous la juridiction de la préfecture autonome buyei et miao de Qiannan.

## Démographie
La population du district était de 299 902 habitants en 1999.